# Williamson (motorfiets)

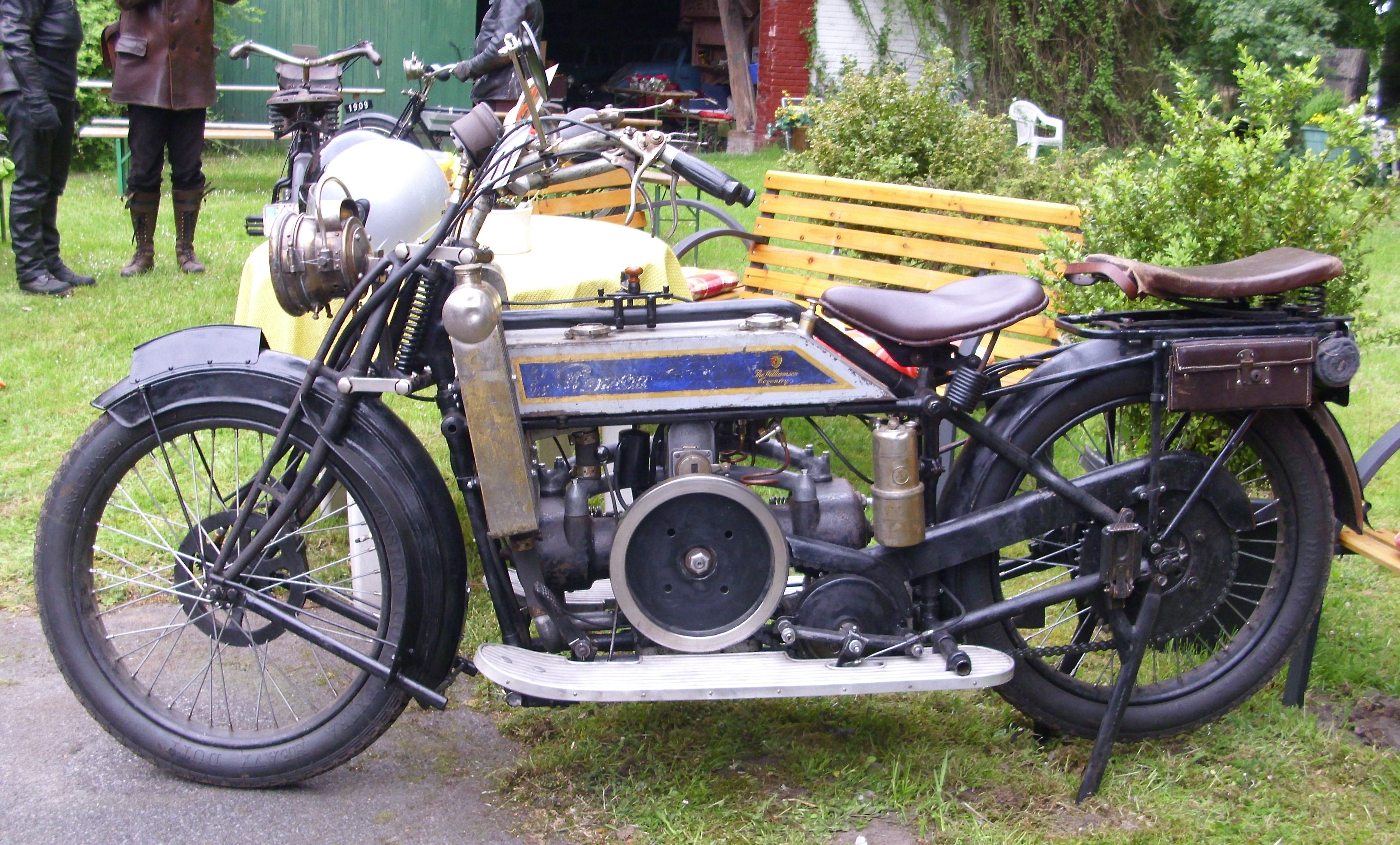
Williamson met watergekoelde Douglas-boxermotor

Williamson is een Brits historisch merk van motorfietsen.
De bedrijfsnaam was: Williamson Motor Co. Ltd., Coventry (1912-1920).
Billy en Harold Williamson waren mede-eigenaar van het merk Rex in Coventry, maar werden in 1911 gedwongen dat bedrijf te verlaten. Billy richtte daarna zijn eigen merk Williamson op.
Bij Douglas vond hij een 946cc-zijklep-boxermotor, die Douglas had ontwikkeld met het oog op de bouw van een cyclecar. Die ging voorlopig niet in productie (pas in 1913) en zo kon Williamson in 1912 de productie met deze watergekoelde motor beginnen. In 1913 volgde ook een luchtgekoelde versie van deze motor.
Williams overleefde de Eerste Wereldoorlog, hoewel de productie van (civiele) motorfietsen in 1916 wegens materiaalschaarste werd verboden.
In 1919 werd de productie weer opgestart, maar nu met 770cc-zijklep-V-twins van JAP. De productie eindigde in 1920.